# Wyżnia Sucha Polana
Wyżnia Sucha Polana (niem. Obere Dürre Blösse, słow. Vyšná suchá poľana, węg. Felső-Száraz-rét) – polana w Dolinie Suchej w słowackich Tatrach Bielskich.
Polana znajduje się w dolnej części doliny, około 700 m powyżej Niżniej Suchej Polany. Przecina ją koryto Suchego Potoku, zgodnie z nazwą zazwyczaj suche. Przechodzi przez nią szeroka droga leśna odgałęziająca się od Drogi Wolności, oraz ścieżka Dookólnej Perci. Wyżnia Sucha Polana ma około 200 m długości i jest największą z trzech polan Doliny Suchej. Oprócz Niżniej i Wyżniej Polany w dolinie tej jest jeszcze Lapisdurowa Polanka. Cała Dolina Sucha znajduje się na obszarze Tatrzańskiego Parku Narodowego i to na obszarze ochrony ścisłej.
Autorem nazwy polany jest Władysław Cywiński.